# William Joseph Burns
William Joseph Burns (* 4. dubna 1956 Fort Bragg, Severní Karolína) je americký diplomat. Mezi roky 2011–2014 byl náměstkem ministryně zahraničí Hillary Clintonové. Z diplomatických služeb odešel roku 2014 po 33 letech působení. V letech 2021–2025 působil jako ředitel Ústřední zpravodajské služby (CIA). V červenci 2023 byl tento úřad administrativy Joea Bidena povýšen do vládní úrovně.

## Diplomatická kariéra
William Joseph Burns je synem generálmajora Williama F. Burnse. Studoval dějiny na La Salle University ve Filadelfii. Poté obdržel stipendium, které mu umožnilo další studium na St. John's College Oxfordské univerzity ve Spojeném království. Zde v roce 1985 získal titul doktora filozofie disertací v oboru mezinárodních vztahů. 
Do diplomatických služeb Spojených států vstoupil v roce 1982. V letech 1998–2001 byl velvyslancem v Jordánsku, 2001–2005 vysokým úředníkem na ministerstvu zahraničí se zaměřením na Blízký východ. V roce 2005 byl jmenován velvyslancem Spojených států v Rusku a pracoval na postu v Moskvě do roku 2008. V letech 2008 až 2014 působil zprvu jako třetí nejvyšší představitel ministerstva zahraničí, pak jako první náměstek ministryně Hillary Clintonové. Posléze se Burns stal prezidentem Carnegie Endowment for International Peace.

## Zpravodajská služba CIA
V lednu 2021 jej prezident Joe Biden nominoval do úřadu ředitele Ústřední zpravodajské služby (CIA). Oficiálně byl jmenován ředitelem CIA 19. března 2021.
Na začátku listopadu 2021 letěl Burns do Moskvy, aby upozornil Nikolaje Patruševa, tajemníka ruské Rady pro bezpečnost, že Spojené státy již vycházejí z toho, že prezident Vladimir Putin má záměr zaútočit ruskou armádou proti Ukrajině. Burns pohrozil Rusku vážnými následky takového kroku.

Mimo rodné angličtiny hovoří rusky a arabsky.